# Lilla Essingen
Lilla Essingen est une île de Stockholm en Suède, dépendant du district du Kungsholmen. 

## Description
Lilla Essingen est une île de 23 hectares du lac Mälaren, et un quartier du district de Kungsholmen à 
Dès 1916, elle fut incorporée à la zone urbaine de Stockholm dans le cadre de Bromma. 
Son point culminant se situe à 26 mètres d'altitude. 
Les rives sont presque entièrement accessibles par des promenades piétonnes accessibles au public.
Ses districts adjacents de Stockholm sont Fredhäll, Marieberg, Långholmen, Gröndal et Stora Essingen.
Elle compte 4 765 habitants (en 2011) pour une superficie de 0,23 km2. 
L'île est parcourue du nord au sud par la Essingeleden, un tronçon de la route européenne 4, qui relie l'île de Kungsholmen par le Fredhällsbron à l'île de Stora Essingen par le Essingebron.

## Galerie

Bâtiments d'avant les années 1930
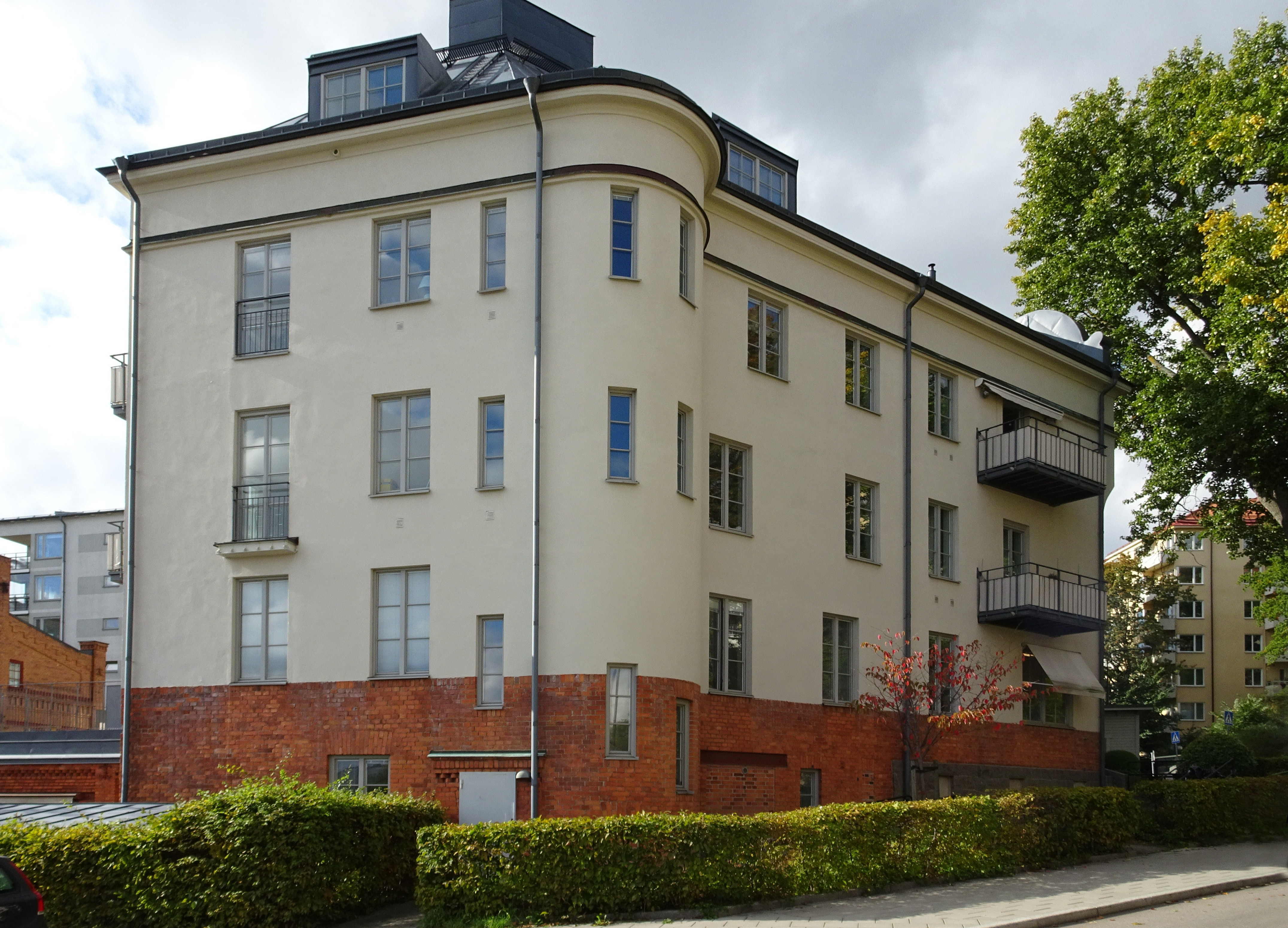
"Vita villan",  1908.
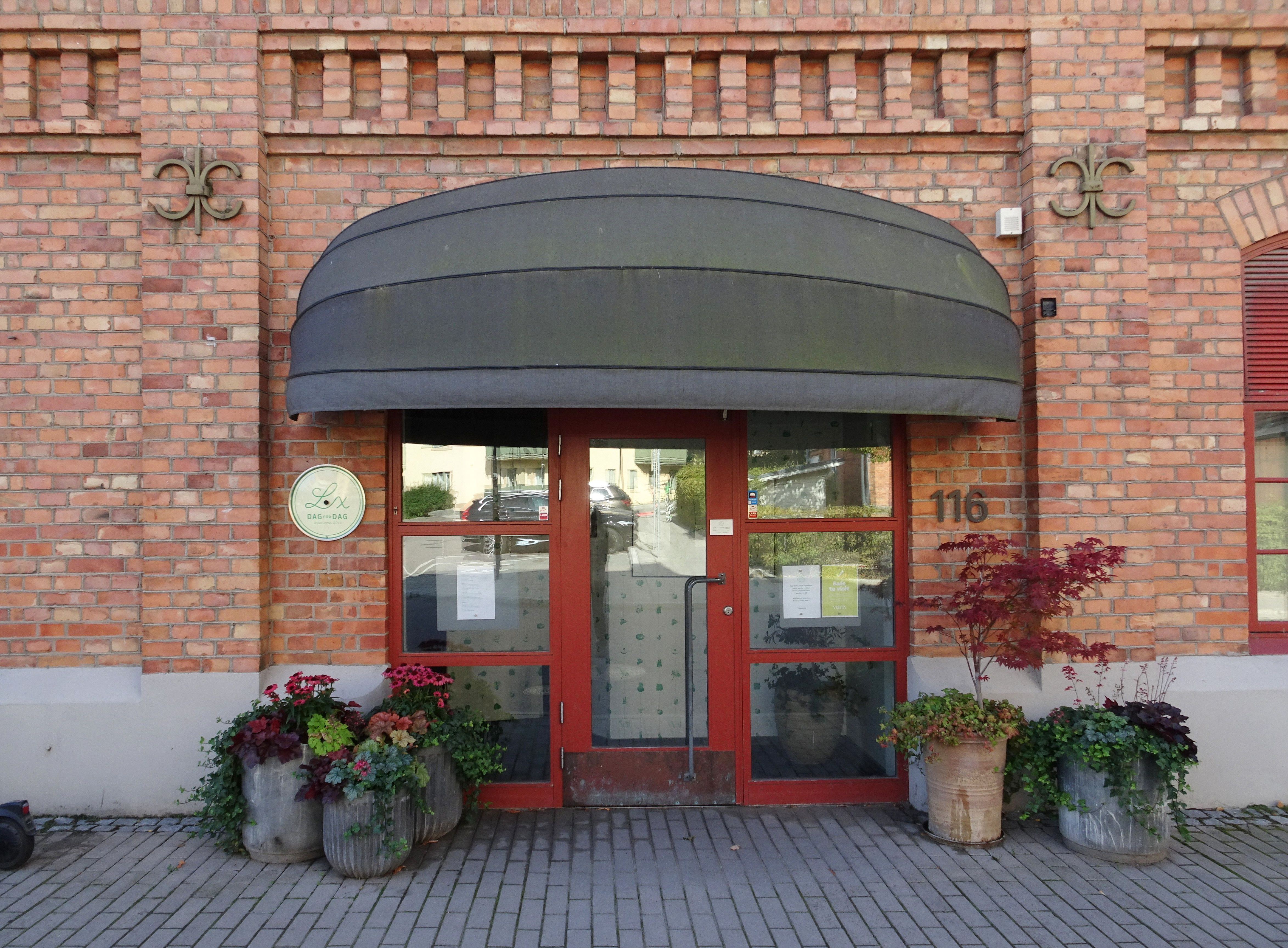
Primusgatan 116, restaurant Lux Dag för Dag.
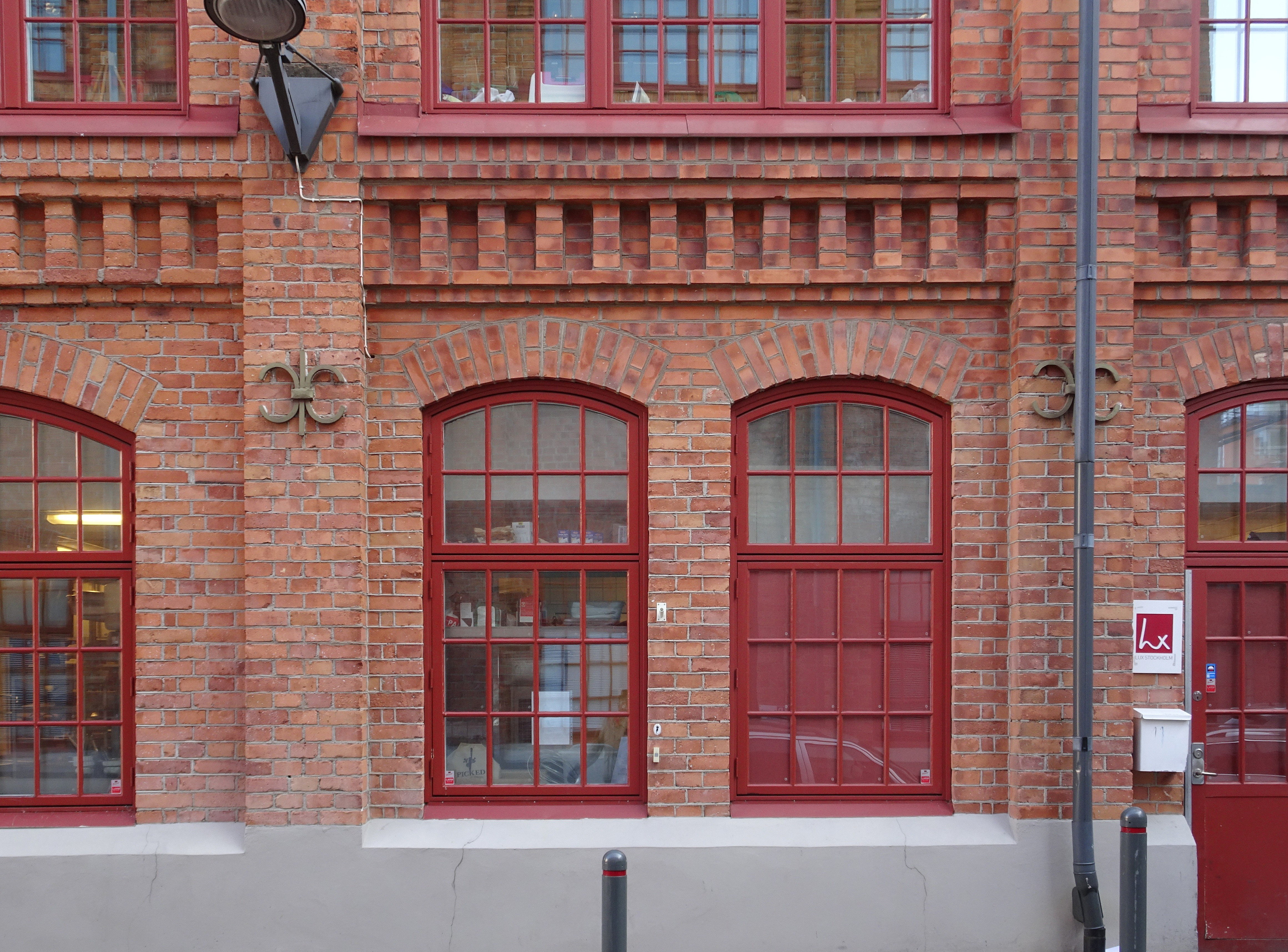
Fabrique de Lux.
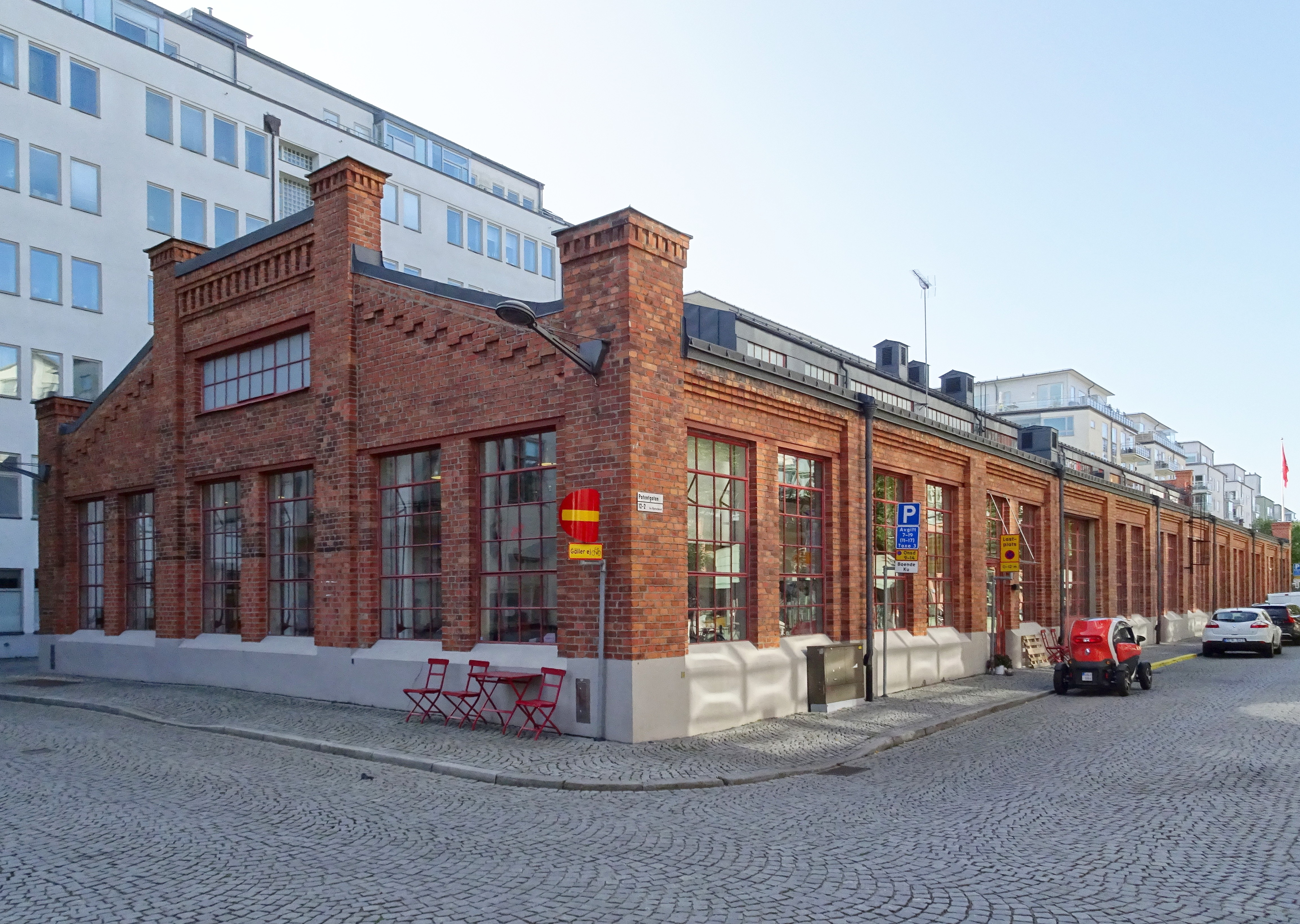
Elektrolux, bâtiment d'ateliers 1924.

Bâtiments d'après les années 1930
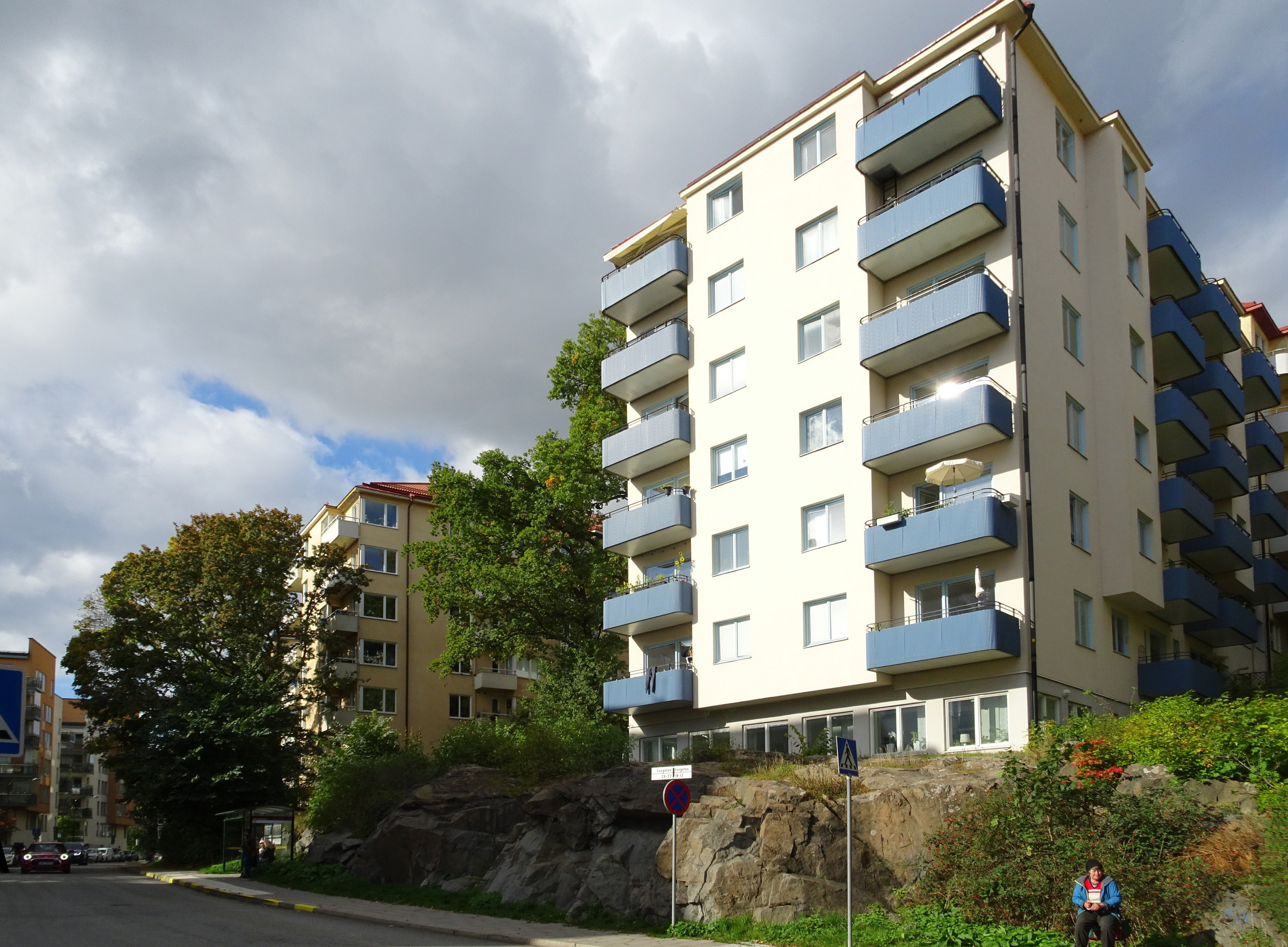
Luxgatan 22.
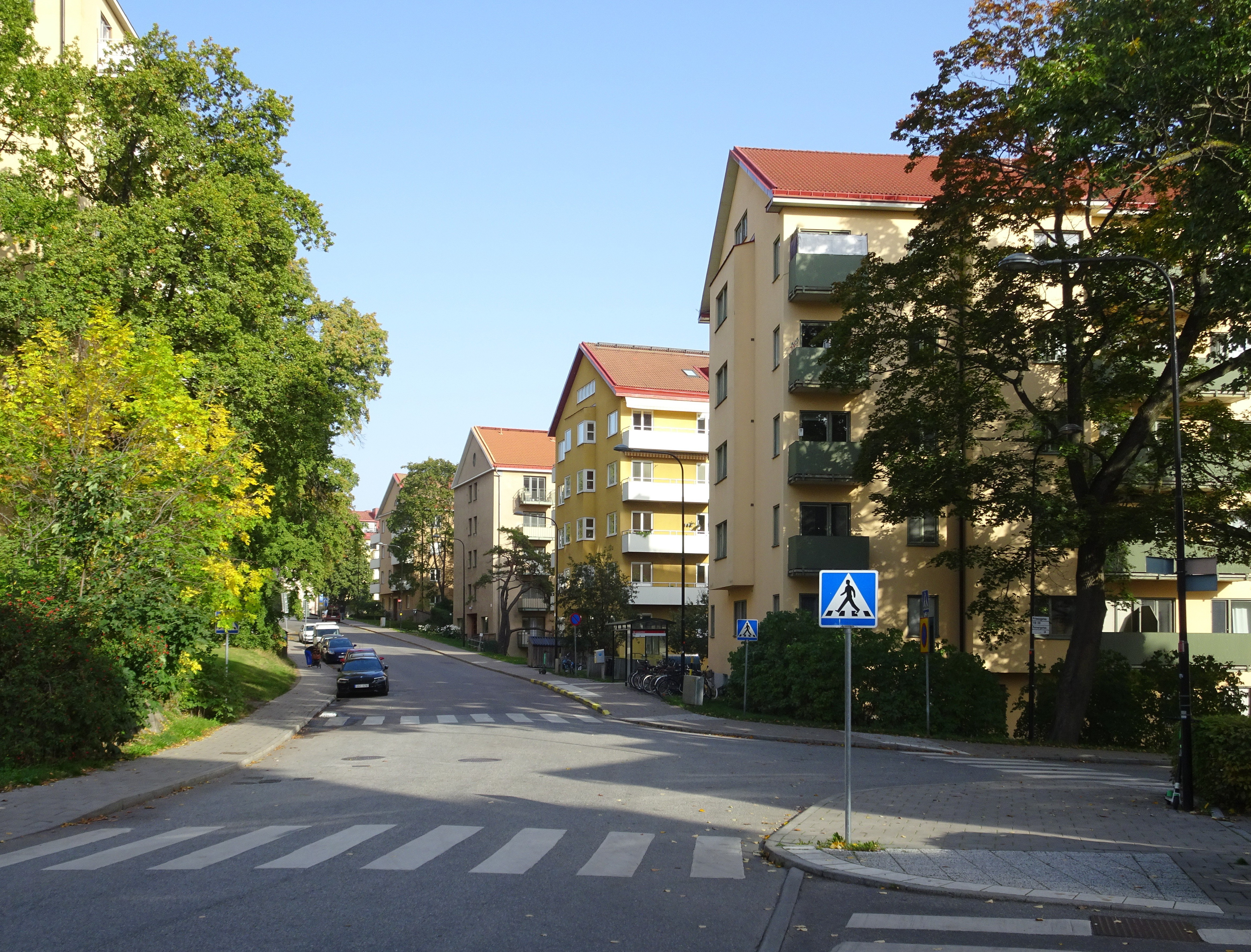
Luxgatan österut.
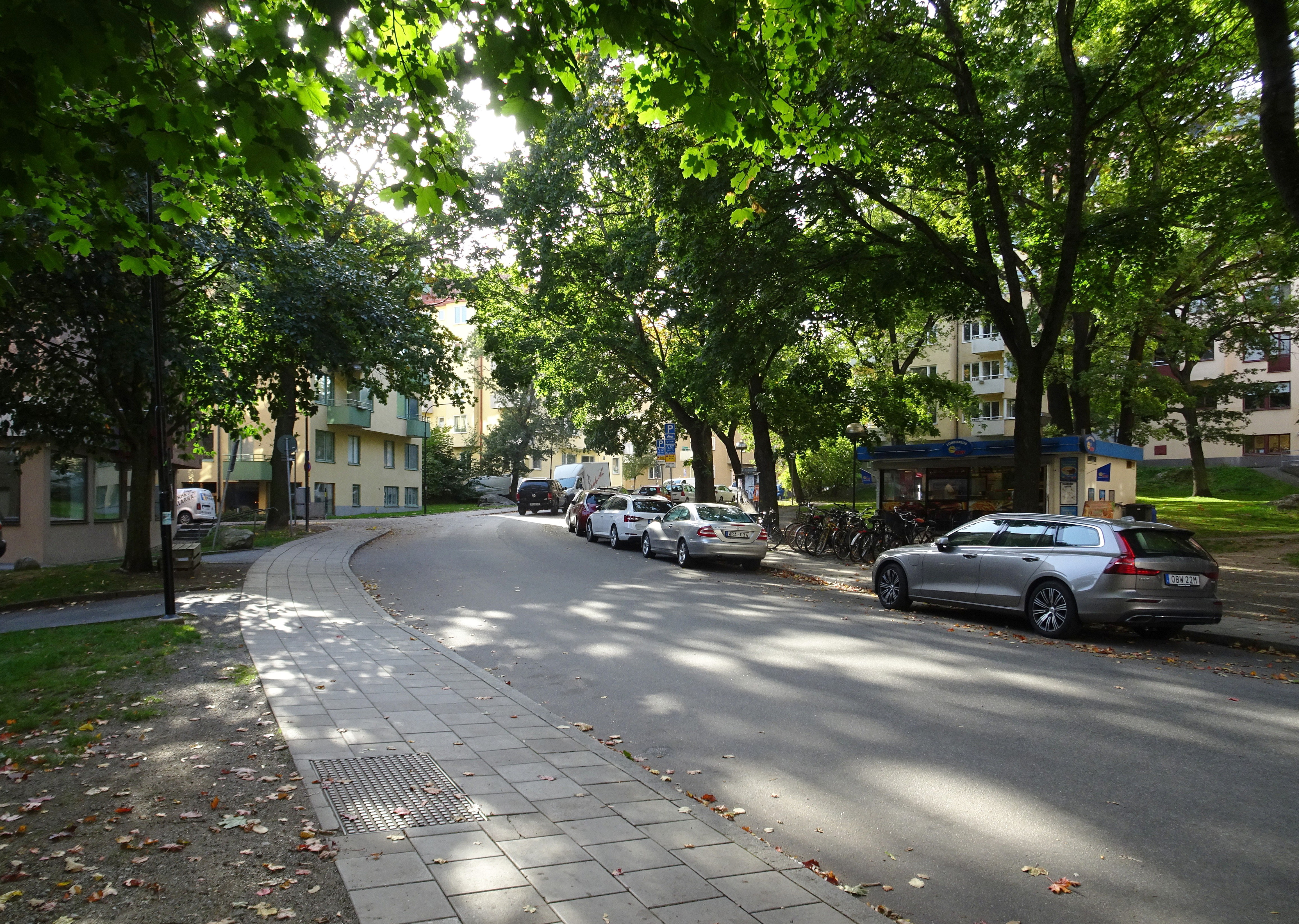
Strålgatan söderut.
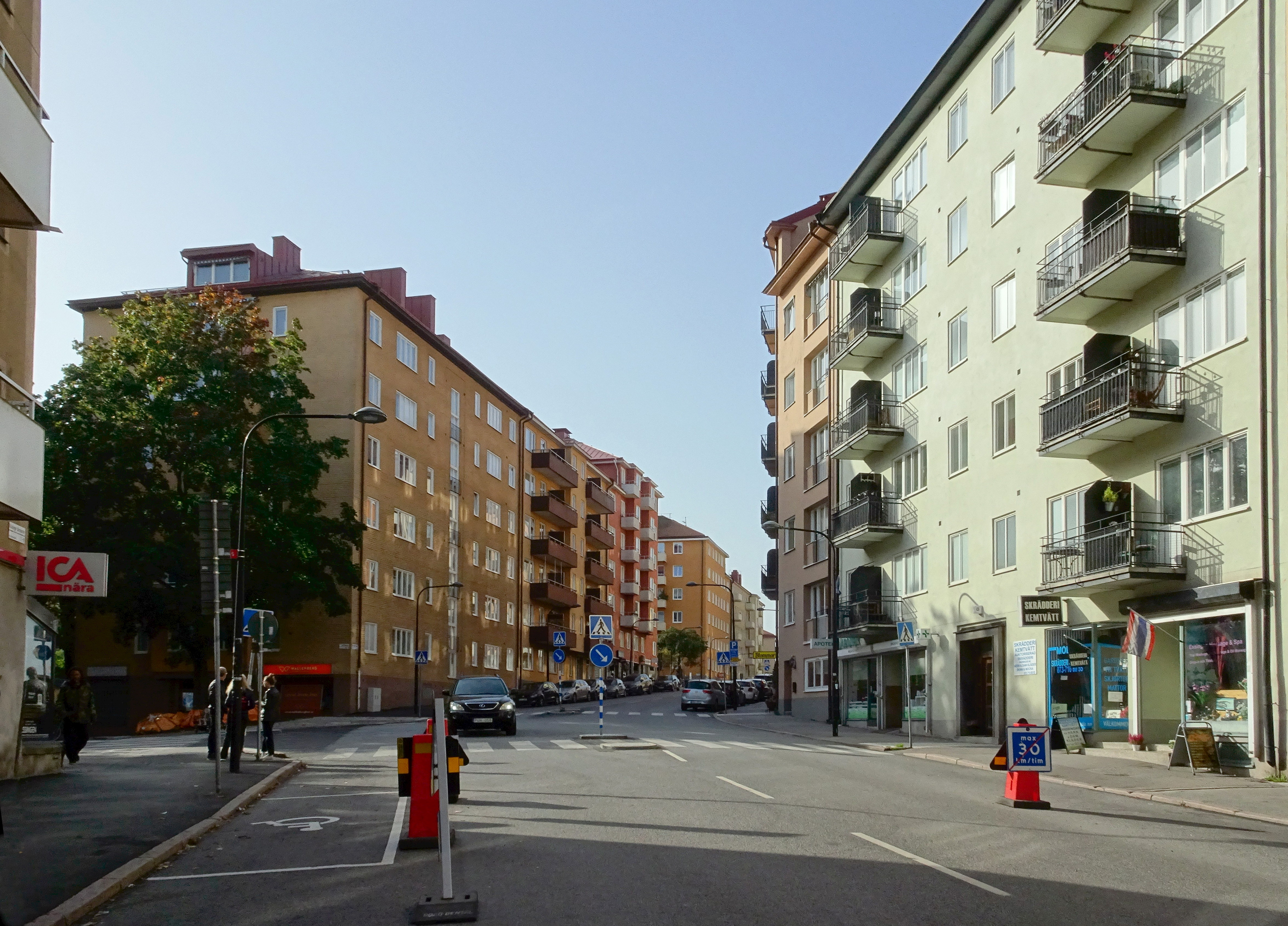
Essinge brogata västerut.
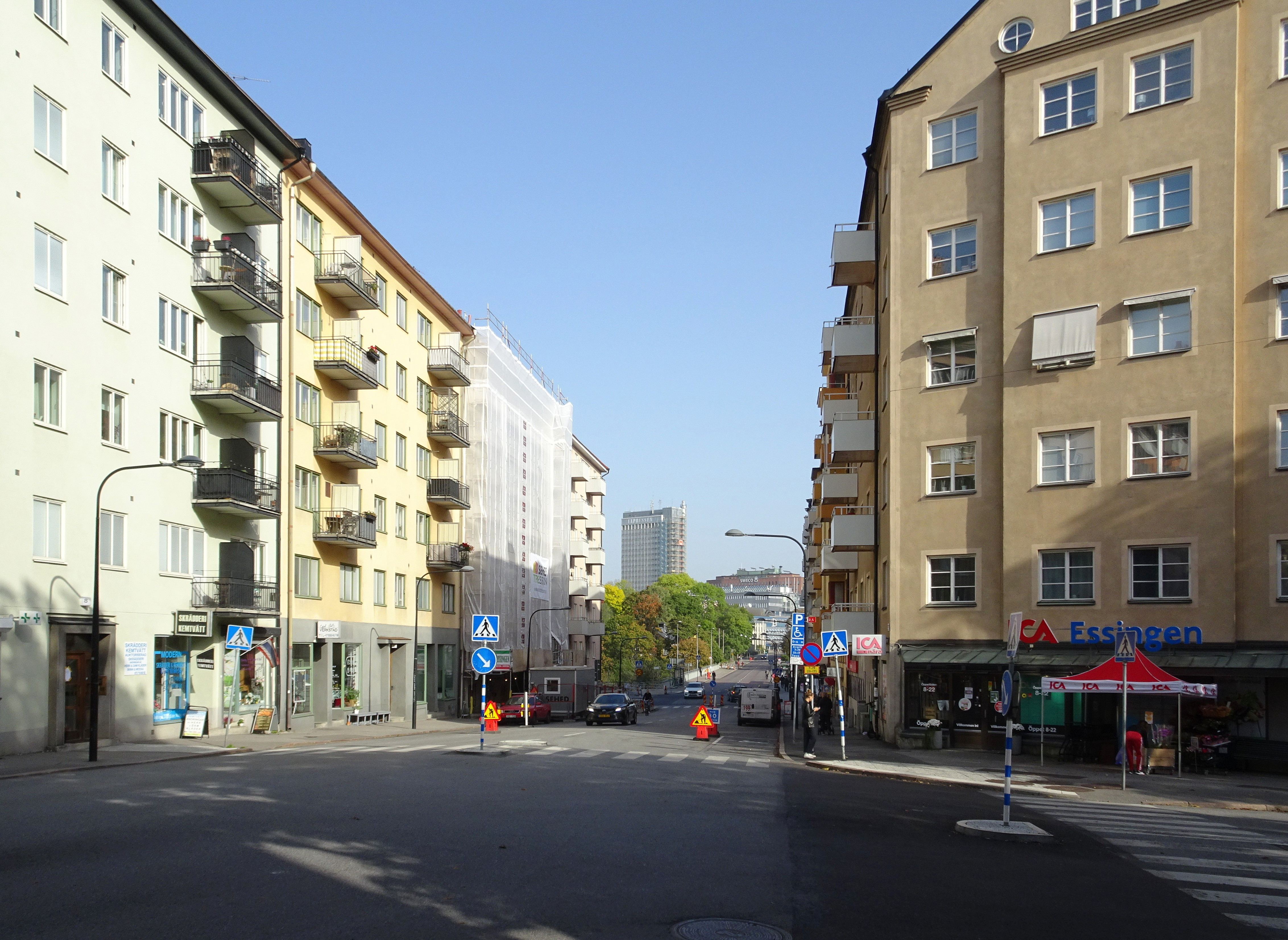
Essinge brogata österut.

- Bâtiments des années 2000

"Bâtiments
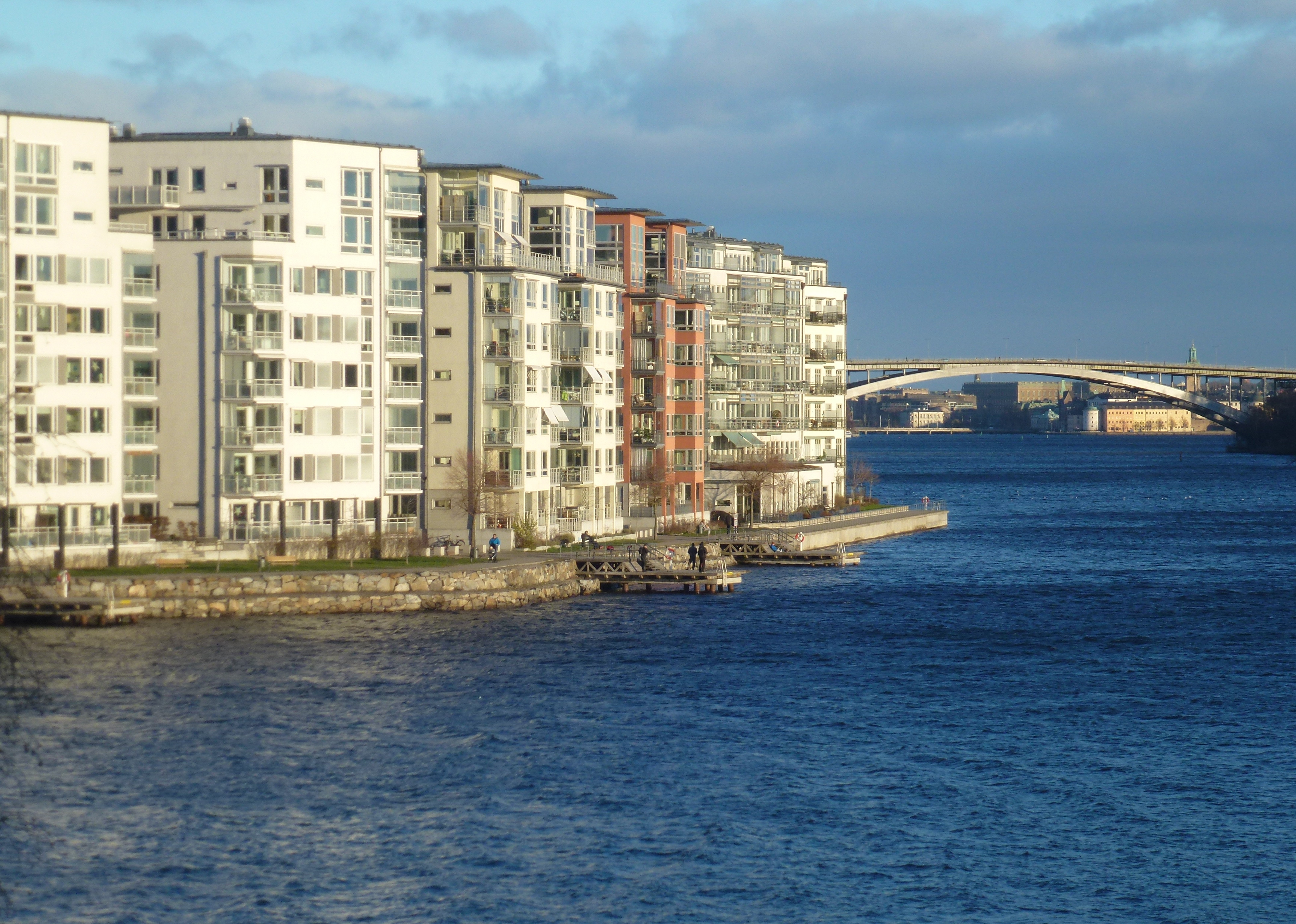
Lilla Essingen sedd från Stora Essingen
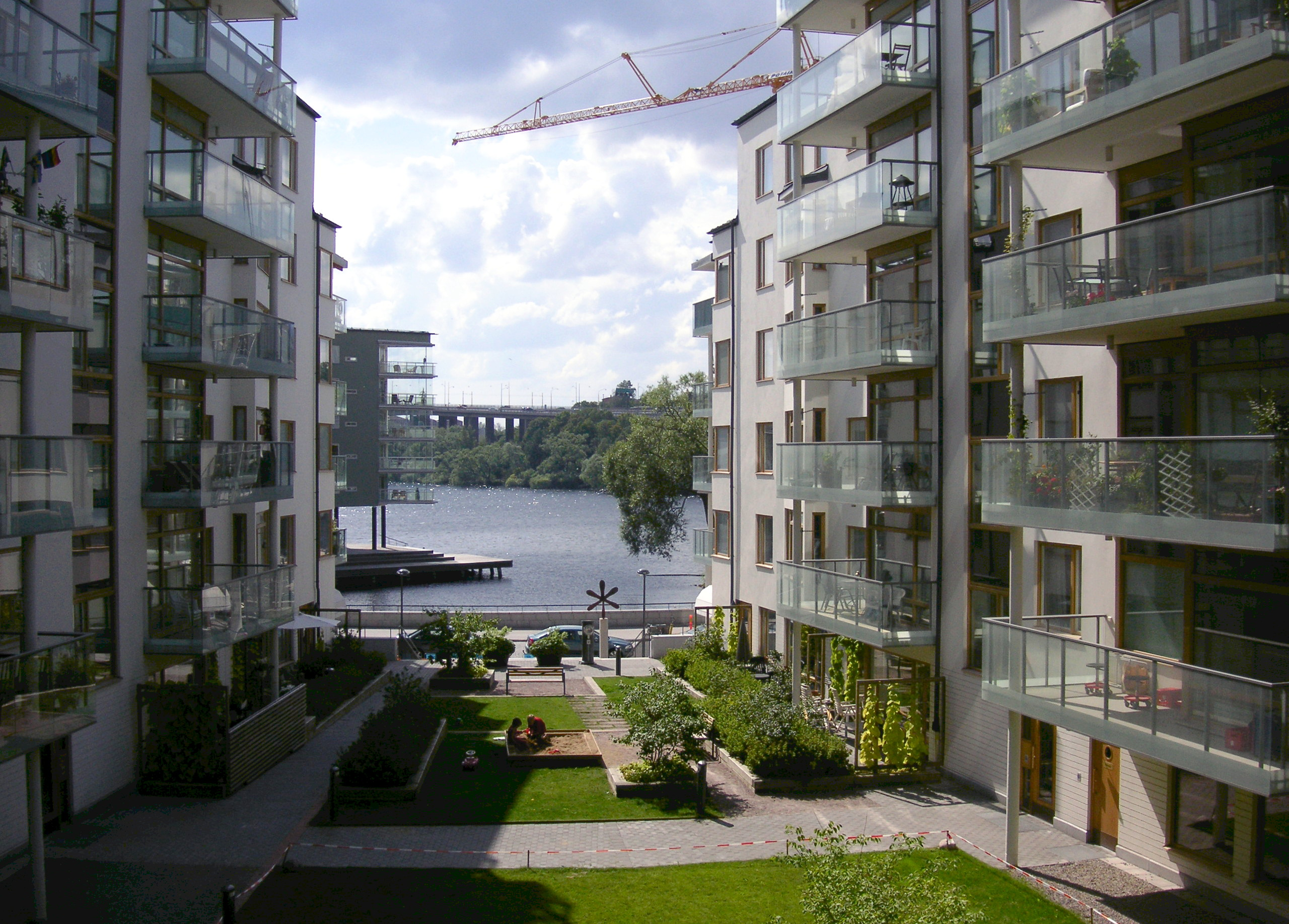
Bebyggelsen sedd från Luxgatan söderut.
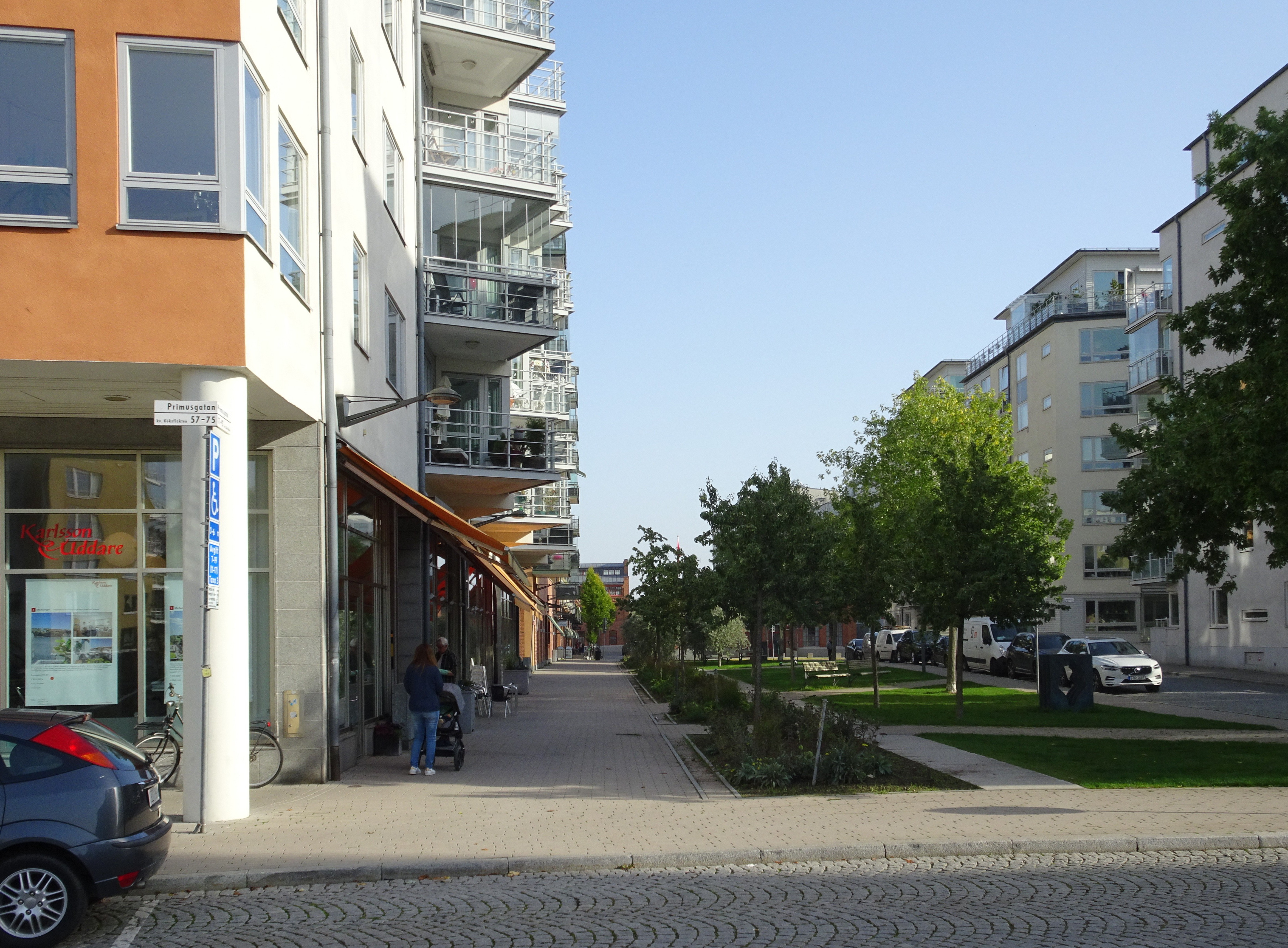
Bebyggelsen och Primusgatan österut.
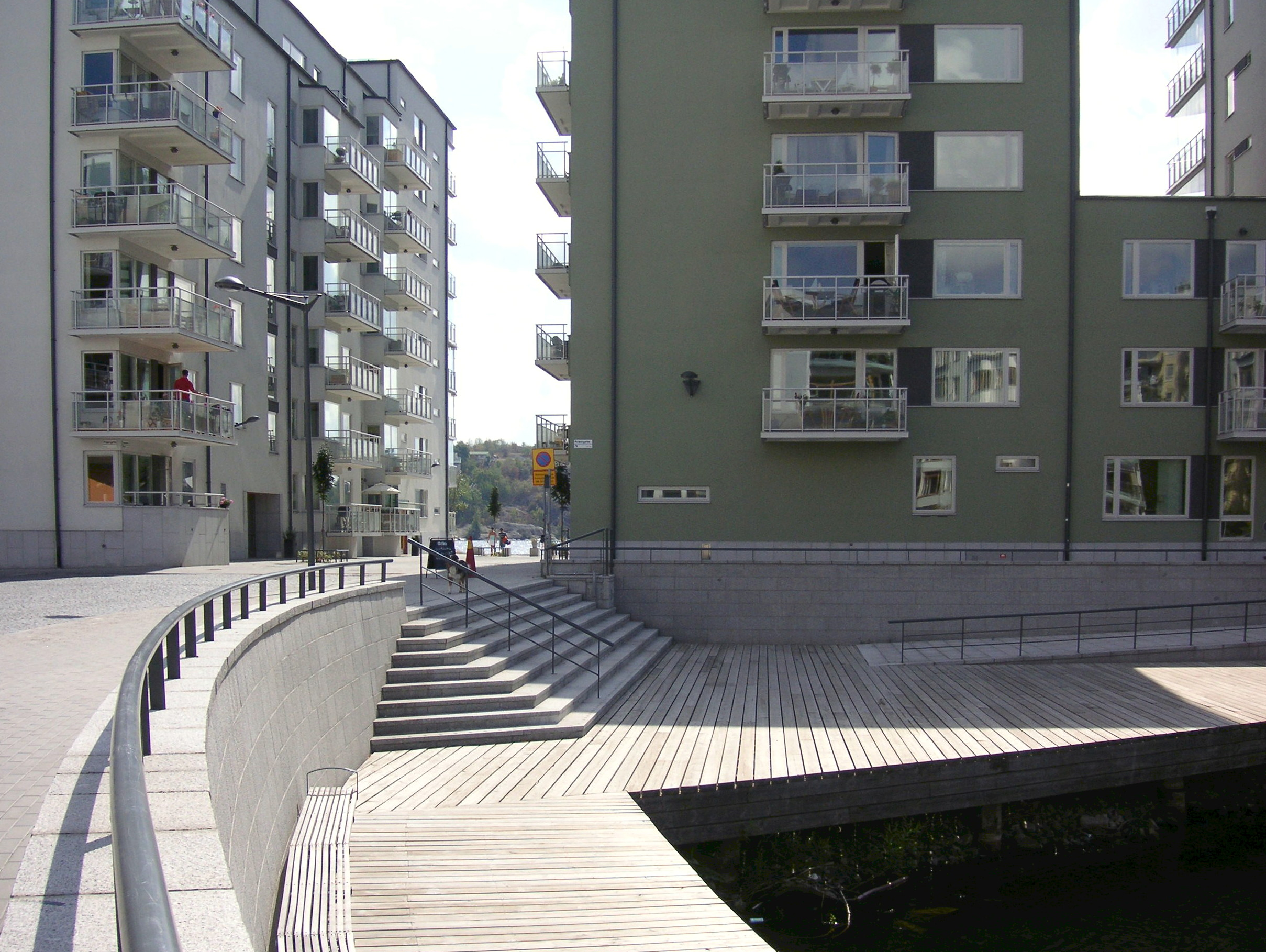
Primusgatan och Luxviken.
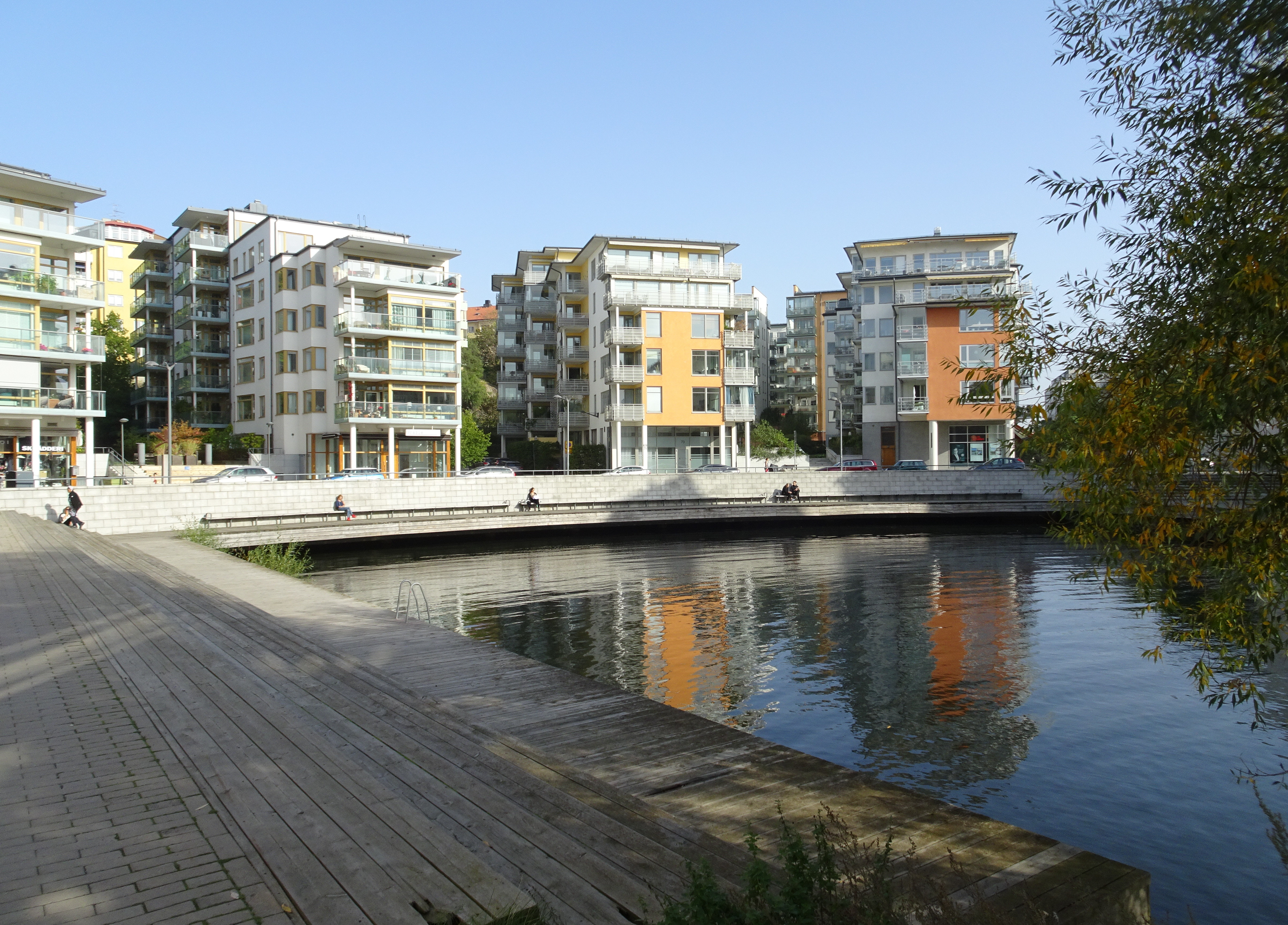
Luxviken.

Parcs et espaces verts
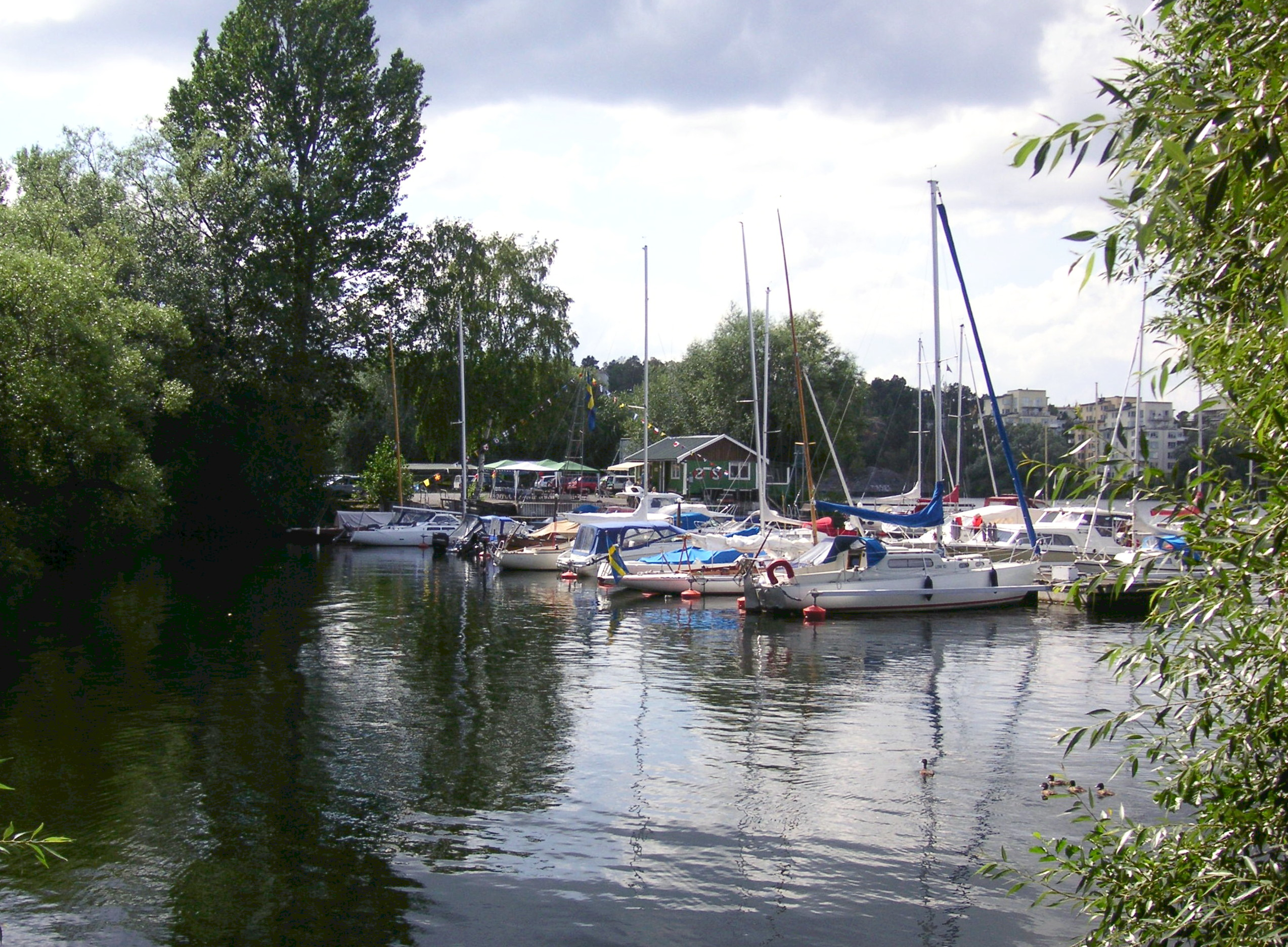
Lilla Essinge båtklubb.
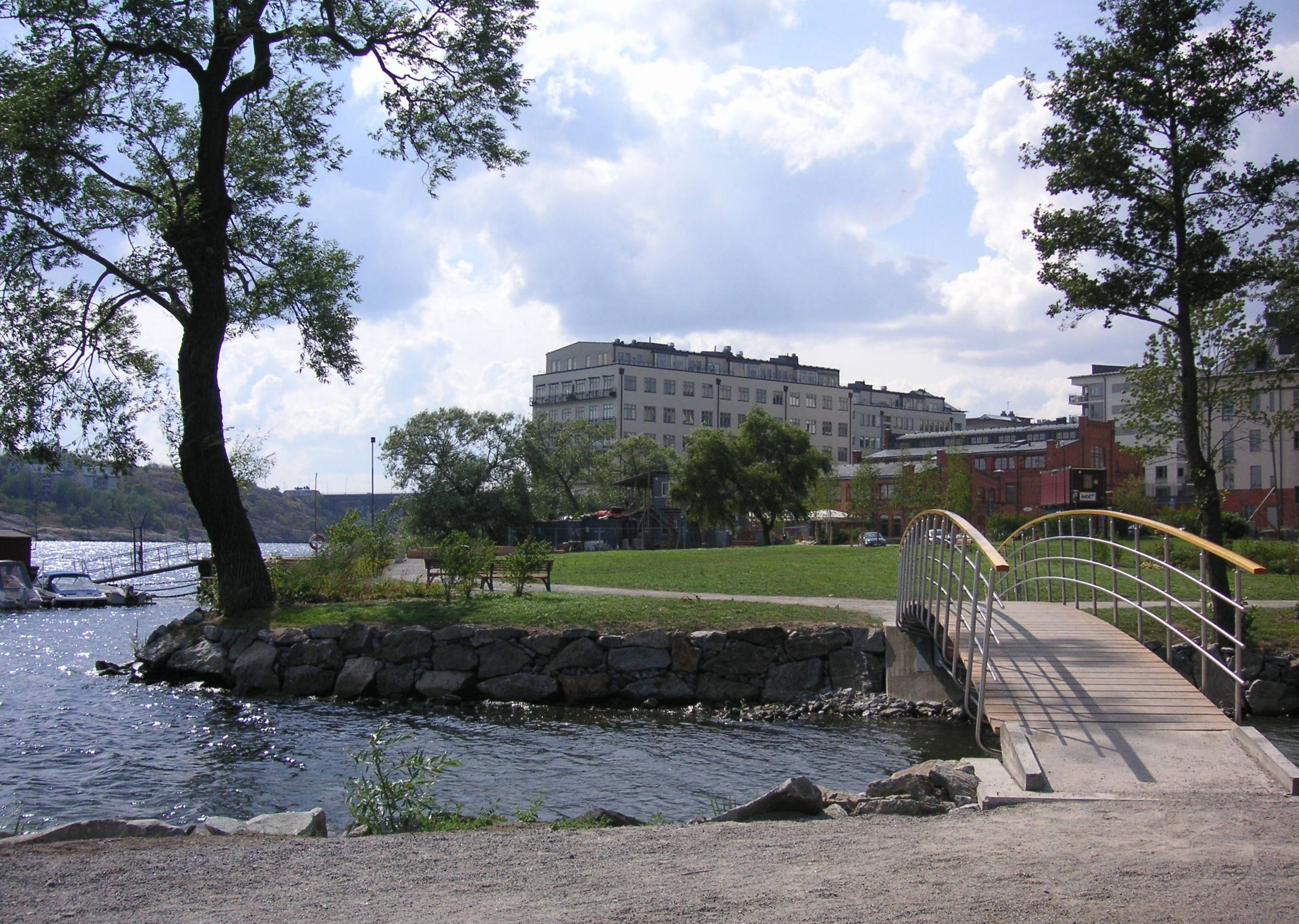
Luxparken på sommaren.
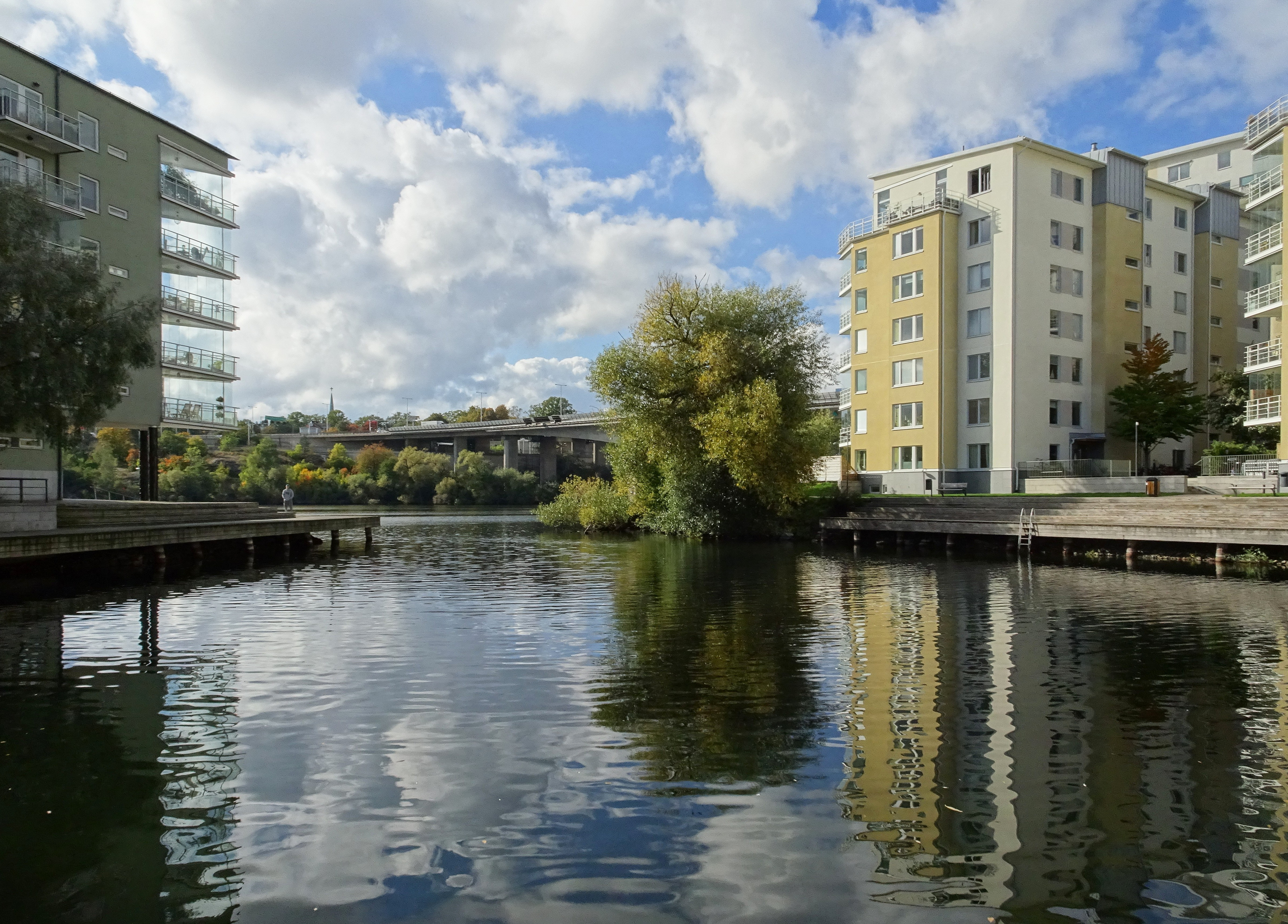
Luxviken.
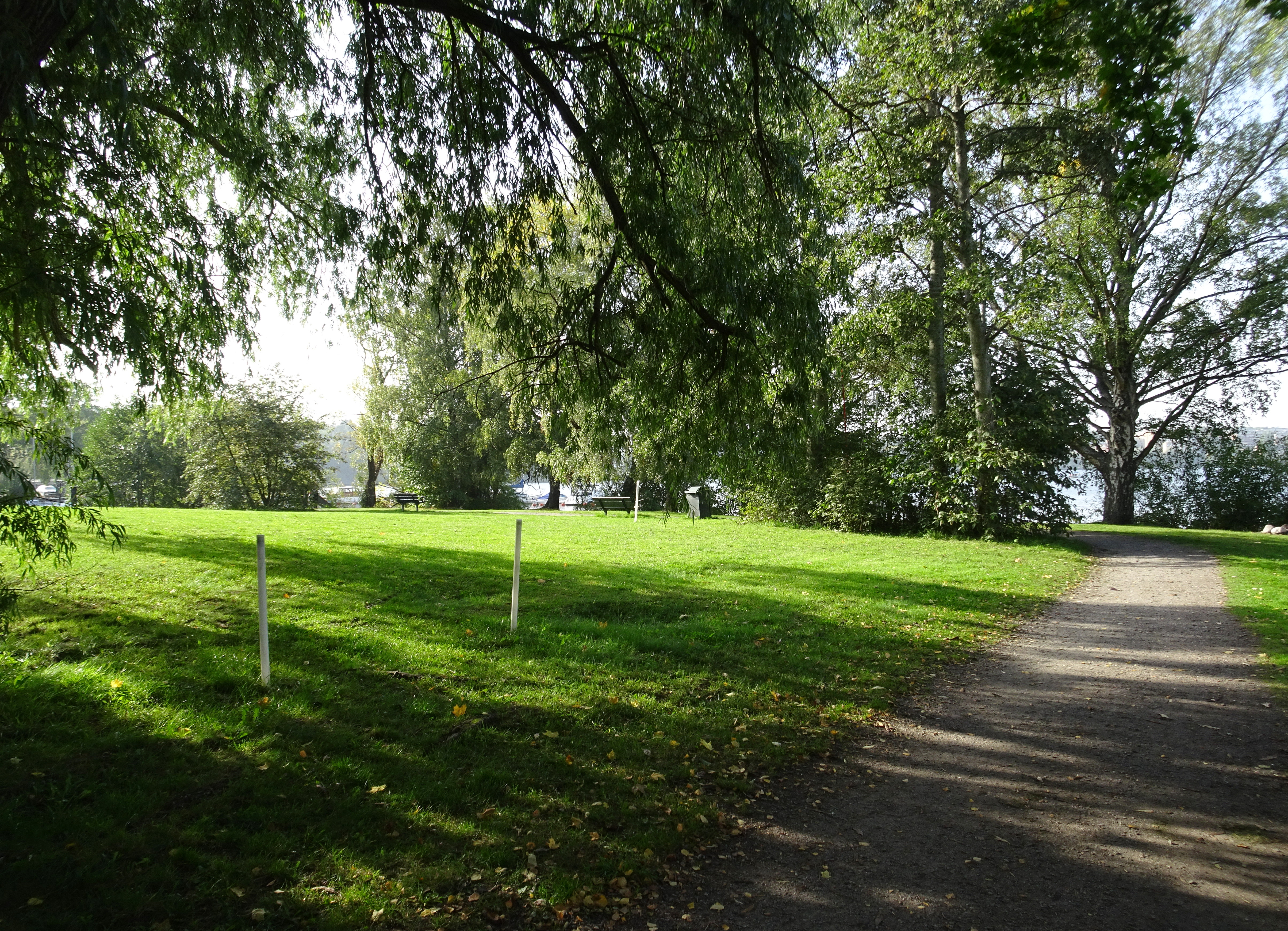
Västra Primusparken.
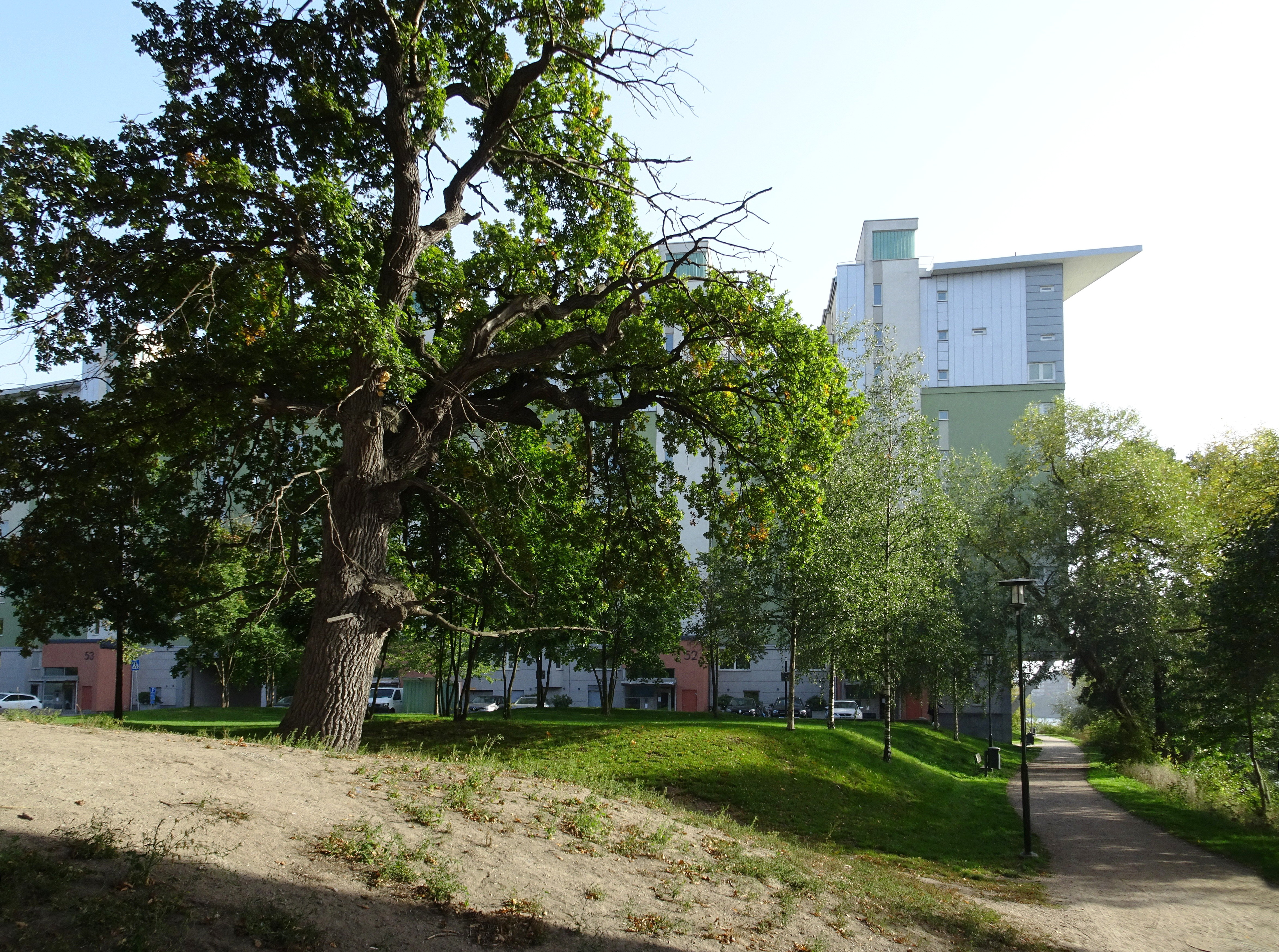
Östra Primusparken.